# فخرالدین عراقی
فَخرُالدّین ابراهیم بن بزرگمهر بن عبدالغفار کمیجانی یا فَخرُالدّین عَراقی کمیجانی از شاعران و عارفان و نویسندگان صوفی ادب فارسی در سدهٔ هفتم هجری، مؤلف لَمَعات می‌باشد. 

در مورد نام و نسب عَراقی میان غالب تذکره‌نویسان اختلاف است. زادروزِ عَراقی بنا به گفته سعید نفیسی در کمیجان  در سال ۶۱۰ ه‍.ق است. فخرُالدّین عَراقی در ۸ ذیقعده ۶۸۸ ه‍. ق، در دمشق درگذشت.

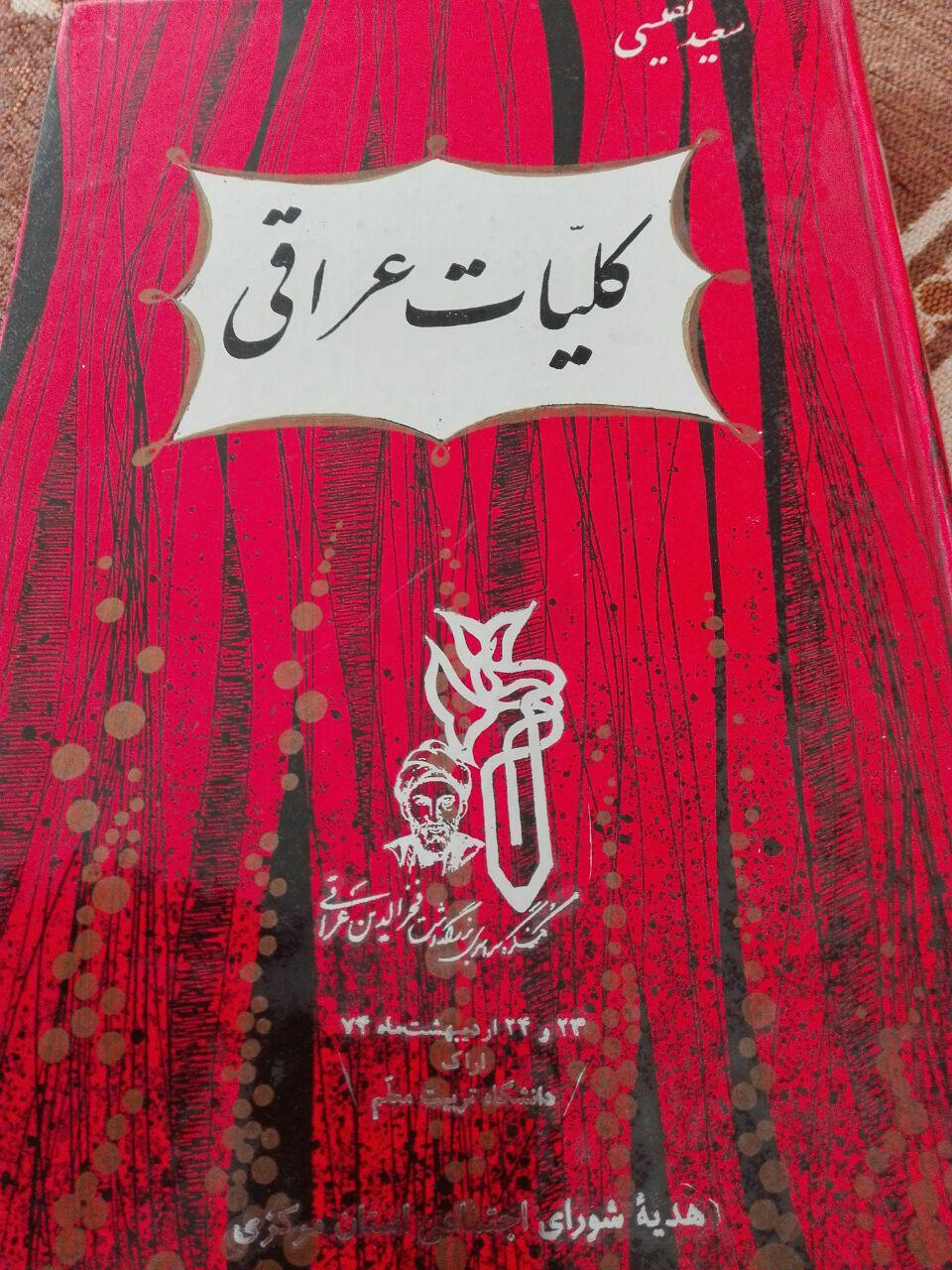
یادبود کنگره عَراقی

قبر وی در جبل‌الصالحیه در جوار قبر محی‌الدین بن عربی واقع است.

## زندگی
ابراهیم عَراقی فرزند عبدالغفار بود؛ او در کودکی قرآن را حفظ کرد. وقتی که هفده ساله بود جمعی از قلندران به همدان فرود آمدند و عراقی نیز به همراه آنان به هندوستان رفت و در شهر ملتان به شاگردی شیخ بهاء الدین زکریا ملتانی درآمد و بعد از مدتی با دختر او ازدواج کرد که از وی پسری آمد و به کبیرالدین موسوم گشت.
بیست و پنج سال سپری شد، و شیخ بهاءالدین وفات یافت، در حالی‌که، عَراقی را جانشین خود کرده بود. بعد از هند، عَراقی عزم مکه و مدینه کرد، و پس از حج جانب روم شد. در قونیه، به خدمت مولانا رسید، و مدتها در مجالس سماع حاضر شد. وی پس از سال‌ها اقامت در روم جانب شام رفت.

## آثار
از عَراقی آثاری به نظم و نثر باقی مانده‌است:

### رساله‌ها
لَمعات که مهم‌ترین اثر منثور عَراقی است در زمان صحبت صدرالدین قونوی و تحت تأثیر آثار ابن عربی نوشته شده‌است. این کتاب یک دیباچه، یک مقدمه و ۲۸ لمعه دارد و موضوع اصلی آن عشق است که عراقی به پیروی از سوانح احمد غزالی و با توجه به آراء ابن عربی ابعاد مختلف آن را تبیین کرده‌است.
عراقی در دیباچه کتاب تصریح می‌کند که لمعات را بر سنن سوانح شیخ احمد غزالی نوشته‌است. وقتی لمعات به اتمام رسید و شیخ (عراقی) آن را به صدرالدین قونوی عرضه کرد، صدرالدین آن را بوسید و بر دیده نهاد و فرمود: «فخرالدین سِرّ سخن مردان آشکار کردی و لمعات به حقیقت لبّ فصوص است.»
مکاتیب و رسالة اللطیفة فی الذوقیات از دیگر آثار منثور عراقی است.
رسالهٔ‌اصطلاحات: عراقی خود دربارهٔ این اثر گوید: «این کلماتی چند است از مصطلحات و نبذه‌ای از مشهورات که در میان طایفه متصوفه - ایدهم‌الله بتوفیقه - در نثر و نظم وارد است و در این رساله آن بر سه مطلب افتاد:»
- «مطلب اول: در کلماتی که اکثرش مخصوص به محبوب است و بعضی از آن متعلق به محب.» (۹۷ اصطلاح)
- «مطلب دوم: در اسامی‌ای که میان عاشق و معشوق مشترک و دایر است و در اسمی اطلاق خصوصیت ندارد ولیکن از روی معانی گاهی خصوصیت گیرند و گاه نگیرند.» (۱۶۲ اصطلاح)
- «مطلب سوم: در کلماتی چند که مخصوص به عاشق و احوال او است و اگرچه بعضی در نوغی به معشوق تعلق گیرد.» (۶۰ اصطلاح)[۹]

### اشعار
دیوان اشعار وی نیز مشهور است گرچه عَراقی در بیشتر قوالب شعری طبع خود را آزموده، اما هنر شاعری او بیشتر در غزلیاتش ظهور یافته‌است. عشاق نامه یا رساله ده فصل اثر منظوم دیگری از عراقی است که در قالب مثنوی و غزل و در بحر خفیف مسدس محذوف سروده شده‌است. احتمالاً پیش از عراقی سرودن ده فصل یا عشاق نامه وجود داشته‌است اما عَراقی با ابتکار این قالب ادبی را رونق بخشید.
فخرالدین عراقی نخستین کسی است که ساقی‌نامهٔ مستقلی در قالب ترجیع بند سرود. مخاطب عراقی در بیشتر ابیات، ساقی آتش دست است. عراقی از وی می‌خواهد از بند خویش رهاییش دهد و آن جام جهان‌نمایی که آفتاب روی ساقی را در آن می‌توان دید، بدو بخشد. نمونه‌هایی از ابیات در ساقی‌نامه ذکر گردیده‌است.
در سال ۱۳۳۵ اشعار عراقی با عنوان کلیات عراقی به تصحیح و کوشش سعید نفیسی منتشر و پس از آن در چندین نوبت منتشر گردیده‌است.

### نمونه‌هایی از اشعار عراقی
شعر اول از کلیات عراقی:
| از پرده برون آمد ساقی قدحی در دست    |  | هم پرده ما بدرید هم توبهٔ ما بشکست       |
| بنمود رخ زیبا گشتیم همه شیدا         |  | چون هیج نماند از ما آمد بر ما بنشست     |
| زلفش گرهی بگشاد بند از دل ما برخاست  |  | جان دل زجهان برداشت وندر سر زلفش بست    |
| در دام سر زلفش ماندیم همه حیران      |  | وز جام می لعلش گشتیم همه سرمست          |
| از دست بشد جون دل رد طرّهٔ او زد چنگ   |  | غرقه زند از حیرت در هرچه بیابد دست      |
| چون سلسلهٔ زلفش بند دل حیران شد       |  | آزاد شد از عالم وز هستی ما وارست        |
| دل در سر زلفش شد از طرّه طلب کردم     |  | گفتا که لب او خوش اینک سر ما پیوست      |
| با یار خوشی بنشت دل کز سر جان برخاست |  | با جان و جهان پیوست دل کز دو جهان بگسست |
| از غمزهٔ روی او گه مستم و گه هشیار    |  | وز طرّهٔ لعل او گه نیستم و گه هست         |
| می‌خواستم از اسرار اظهار کنم حرفی     |  | ز اغیار نترسیدم گفتم سخن سرمست          |

شعر دوم از کلیات عراقی:
| ز دو دیده خون فَشانم، ز غمت شب جدایی      |  | چه کنم که هست اینها گل باغ آشنایی      |
| همه شب نهاده‌ام سر، چو سگان، بر آستانت    |  | که رقیب در نیاید به بهانهٔ گدایی        |
| مژه‌ها و چشم شوخش به نظر چنان نماید       |  | که میان سنبلستان چرد آهوی ختایی        |
| در گلستان چشمم ز چه رو همیشه باز است     |  | به امید آنکه شاید تو به چشم من درآیی   |
| سر برگ گل ندارم، به چه رو روم به گلشن    |  | که شنیده‌ام ز گلها همه بوی بی‌وفایی      |
| به کدام مذهب است این به کدام ملت است این |  | که کشند عاشقی را، که تو عاشقم چرایی    |
| به طواف کعبه رفتم به حرم رهم ندادند      |  | که برون در چه کردی که درون خانه آیی    |
| به قمار خانه رفتم، همه پاکباز دیدم       |  | چو به صومعه رسیدم همه زاهد ریایی       |
| در دیر می‌زدم من، که یکی ز در درآمد       |  | که درآ درآ عَراقی، که تو خاص از آن مایی |

### نمونه اصطلاحات
محبوب: حق تعالی را گویند وقتی که مستغنی از دوستی دانند او را مطلقاً بی قیدی.
سِرّ: جذبه الهی را گویند گاه سلوک بر او مقدم و گاه او بر سلوک.
مست خراب: استغراق را گویند بی هیچ آگاهی از هیج وجه.
شاهد: تجلی را گویند.
معشوق: حق تعالی را گویند وقتی که طلب کنند به جد تمام از آن جهت که مستحق دوستی اوست من جمیع‌الوجوه.
عاشق: جویندهٔ حق را گویند، وجود دوستی تمام و جد بلیغ.
عشق: محبت مفرط را گویند.
زلف: غیب هویت را گویند، که کس را بدان راه نیست.
پیچ زلف: اشکال الهی را گویند.
تاب زلف: اسرار الهی را گویند.

## گزیده‌هایی از لمعات
از لمعه اول:
«اشتقاق عاشق و معشوق از عشق است و عشق در مقر عزّ خو از تعیّن منزه است …»
از لمعه دوم:
«سلطان عشق خواست که خیمه به صحرا زند درِ خزاین بگشاید گنج بر عالم پاشد.»
از لمعه سیزدهم:
«محبوب هفتادهزار حجاب نور و ظلمت بهر آن بر روی فروگذاشت تا محب خوی فراکند و او را پس پردهٔ اشیاء می‌بیند تا چون دیده آشنا شود و عشق سلسلهٔ شوق بجانباند به مدد عشق و قوَت شوق پرده‌ها یکان یکان فرو گشاید. آنگاه پرتو سبحات جلال غیریت موهوم را بسوزاند و او به جای او نشیند و همگی عاشق شود چنان‌که:
| هرچه گیرد از او بدو گیرد |  | هرچه بخشد ازو بدو بخشد |

## کنگره بزرگداشت
کنگره بزرگداشت فخرُالدّین عَراقی در روزهای ۲۳ و ۲۴ اردیبهشت ماه سال ۱۳۷۴ به همت شورای اجتماعی استانداری استان مرکزی در محل دانشگاه تربیت معلم اراک با حضور عراقی شناسان داخلی و خارجی برگزار گردید و مهمانان در واپسین ساعات برگزاری همایش در شهر کمیجان در مراسم مشابهی شرکت جستند.